# Contrato de donación
El contrato de donación, es un contrato en el cual por un acto entre vivos se transfiere gratuitamente a otra persona la propiedad de un bien con animus donandi, que es la materialización de la causa motivo determinante del contrato y que debe ser aceptada por el donatario.

## Naturaleza jurídica
Partiendo del concepto anterior, la opinión doctrinal dominante señala tres características fundamentales de la donación:
1. Es un contrato traslativo de dominio.
2. Es un contrato gratuito.
3. Solo puede comprender bienes presentes del donante.

La donación es un contrato unilateral porque las obligaciones corren única y exclusivamente a cargo del donante: Una sola de las partes se obliga hacia la otra sin que esta le quede obligada. 
La donación presenta como característica inmediata la de ser un contrato unilateral, y como nota mediata, la de ser un acto jurídico bilateral dado que todo contrato es un acto de ese tipo y exige, por ende, de un concurso de dos o más voluntades.
Aclarando lo anterior conviene analizar si la donación es, más que un contrato, una liberalidad.
La liberalidad (en sentido amplio) es un acto por medio del cual una persona otorga a otra, una ventaja o un beneficio material o económico. De esta suerte, puede afirmarse que la donación es una especie de liberalidad, debido a que en ella si hay esa transmisión de la propiedad de la cosa donada, como requisito esencial.
La donación consiste en la transmisión de la propiedad de los bienes donados por el donante a favor del donatario, lo que a la vez genera un empobrecimiento de aquel y un enriquecimiento de esté, efectos motivados el primero por el segundo. Es decir, habrá donación cuando se transmita gratuitamente la propiedad de un bien del donante al donatario, de tal forma que este se enriquezca en la medida en que aquel se empobrezca; cualquier otro acto o contrato en que no se opere este fenómeno de traslación de dominio de bienes, aunque los mismos sean gratuitos, no será donación.
El contrato gratuito es aquel en que los gravámenes corren a cargo de una de las partes, mientras que los provechos son únicamente para la otra, entonces concluimos que la donación es un contrato esencialmente gratuito. Esta idea de gratuidad no impide distinguir que entre las diversas especies que pueden darse de este contrato, puede haber donaciones puras y simples, por un lado,y donaciones onerosas por el otro. Una donación simple es aquella en la que el donatario adquiera la propiedad de la cosa donada sin que se exijan de él mayores requisitos que los de la aceptación; en cambio, la donación onerosa es aquella que se hace imponiéndose al donatario algunos gravámenes (artículo 2336).

## Elementos de la donación

### Elementos de existencia
a) El consentimiento.
Los contratos se perfeccionan si son celebrados entre personas presentes, desde el instante mismo de la aceptación y, si se celebran entre ausentes, desde el momento en que el oferente reciba la aceptación de aquel a quien propuso dicho contrato.

b) El objeto.
El contrato de donación tiene como objeto directo la creación de derechos y obligaciones a cargo de las partes; derechos del donatario a la cosa donada y obligaciones del donante de transmitir la propiedad de esa cosa y de hacer entrega de la misma.

El objeto de la obligación del donante u objeto indirecto del contrato, consiste en una prestación positiva: la dación de una cosa.

El objeto material del contrato son los bienes que comprende la donación.
En algunas legislaciones civiles, se encuentran una serie de reglas relativas a la calidad y cantidad de bienes que pueden ser materia u objeto de donación:

- Solo pueden donarse los bienes presentes del donante, entendiéndose por tales los que existen en la naturaleza al momento de la donación.
- El donante no puede hacer donación universal de sus bienes presentes, puesto que debe conservar los suficientes para vivir.
- Los bienes o cosas donadas deben ser determinadas o determinables en cuanto a su especie.
- Los bienes deberán estar dentro del comercio.
- La donación puede comprender tanto bienes muebles como inmuebles.

### Elementos de validez
a) La capacidad. 
La regla general en materia para contratar, es que "Son hábiles para contratar todas las personas no exceptuadas por la ley".
b) La forma.
El contrato de donación "puede hacerse verbalmente o por escrito" según que los bienes que comprenda sean muebles o inmuebles, y según también el valor que tengan los primeros; esto es el contrato puede ser consensual o formal.
Tratándose de bienes muebles, las reglas son las siguientes: 
- Si su valor es a una cuantía menor, la donación será verbal, y por tanto consensual.
- Si el valor excede de una cuantía menor pero no asciende a una cantidad mayor, la donación debe hacerse por escrito.
- Si excede del valor medio, la donación se reducirá a escritura pública.

Si lo que se dona es un bien inmueble; En algunas leyes civiles, se establece que la donación se hará en la misma forma que para su venta exige la ley.

## Características
La donación se clasifica como un contrato principal, consensual, traslativo de dominio, unilateral, gratuito, en principio irrevocable, entre vivos y, habitualmente, instantáneo y formal solemne. 
Otra característica de este contrato es que el donante no será responsable de evicción a menos que se haya obligado expresamente o que la donación sea con cargo.

## Tipos de donación
- Donación pura: es aquella que se otorga en términos absolutos.
- Donación condicional: es la que depende de un acontecimiento incierto.
- Donación remuneratoria: es aquella que se hace en atención a servicios recibidos por el donante y este tiene acción legal para reclamarla. La donación siempre debe superar el monto del servicio.
- Donación con cargo o modo, donación modal: consiste en la imposición de gravámenes al donatario o a un tercero -estipulación a favor de terceros- como contra prestación a la donación realizada.
- Donación mortis causa: es aquella que está suspendida a un término, la muerte del donante, y generalmente se equipara a un legado o herencia. Debe ser válido el acto de donación como testamento; en caso contrario carece de efectos.
- Donación entre cónyuges o consortes: es aquella que hace un cónyuge a favor del otro, que en algunos ordenamientos (argentino) está prohibida.
- Donaciones prenupciales, antenupciales, por causa de matrimonio o propter nuptias: son aquellas hechas entre los futuros cónyuges o por algún tercero en consideración al previsto matrimonio.

## Revocación
Las donaciones pueden ser revocadas, entre otros, por los siguientes motivos:
- Ingratitud: generalmente comprende dos causas: 
  1. Cuando el donatario comete algún delito contra la persona, la honra, o los bienes del donante, ascendientes, descendientes o cónyuge.
  2. Cuando el donatario no presta alimentos al donante, no teniendo este parientes que deban hacerse cargo de él, y cuando la donación se haya hecho sin cargo.
- No cumplir las cargas o gravámenes impuestos.- El donatario debe cumplir las cargas del bien, pero al no ser obligaciones personales, al renunciar al bien, se libera de toda obligación.
- En casos excepcionales, por desaparición del motivo que originó la donación. Por ejemplo, donaciones prenupciales.
- También existe la revocación de las donaciones en el caso de la supervivencia o superveniencia de hijos.

## Regulaciones

### Argentina

#### Código civil y comercial
El nuevo código regula este contrato entre los artículos 1542 y 1573, disponiendo su definición en el primero de ellos:

Hay donación cuando una parte se obliga a transferir gratuitamente una cosa a otra, y ésta lo acepta.

La aceptación debe producirse en vida del donante y del donatario y puede ser expresa o tácita, pero en este último supuesto la aceptación no manifestada debe interpretarse en forma restrictiva y debe ajustarse a las reglas establecidas para la forma de las donaciones.
La regulación legal prohíbe lisa y llanamente la realización de contratos de donación efectuados bajo la condición suspensiva de producir efectos a partir del fallecimiento del donante, esta prohibición es terminante, no admitiendo excepciones, un instrumento de esas características no vale ni como contrato ni como acto de última voluntad.
En los supuestos de donaciones hecha a varias personas solidariamente la aceptación de alguno de los donatarios se aplica a la totalidad de la donación, y en el caso en que la aceptación de uno/s se torne imposible por su muerte, o por revocación del donante respecto de ellos, la donación entera se debe aplicar a los que la aceptaron.
En lo referente a la capacidad para ser donante el art. 1548 CCCN dispone que "Pueden donar solamente las personas que tienen plena capacidad de disponer de sus bienes. Las personas menores emancipadas pueden hacerlo con la limitación del inc. b) del art. 28".
Sobre el objeto, se disponen sus limitaciones, indicando que:

La donación no puede tener por objeto la totalidad del patrimonio del donante, ni una alícuota de él, ni cosas determinadas de las que no tenga el dominio al tiempo de contratar. Si comprende cosas que forman todo el patrimonio del donante o una parte sustancial de éste, sólo es válida si el donante se reserva su usufructo, o si cuenta con otros medios suficientes para su subsistencia.

Finalmente, respecto de la forma, se indica que las donaciones "deben ser hechas en escritura pública, bajo pena de nulidad, las donaciones de cosas inmuebles, las de cosas muebles registrables y las de prestaciones periódicas o vitalicias".

#### Antiguo código civil
Antecedentes: Vélez se apartó del Derecho francés y del Derecho romano, por cuanto estos, prácticamente, asimilaban la donación con las disposiciones de última voluntad o testamentos. El codificador lo reguló, entonces, como contrato, separadamente de los testamentos.
Regulación: Está regulado en el código civil en el Libro II sección tercera, acertadamente como un contrato. 
Básicamente se distingue del testamento por las siguientes cuestiones: es un acto entre vivos (no existen las donaciones mortis causa); por lo tanto, si por una disposición de última voluntad se estableciera una donación, ésta no será válida como contrato sino como testamento, siempre que se den las condiciones de este último.
En cuanto a los efectos, la donación tiene efectos legales desde que es aceptada por el donatario; en cambio, el testamento, solo después de la muerte de quien dispone.
En cuanto a la forma, la donación es esencialmente formal cuando versare sobre inmuebles, y es no formal en cuanto a las donaciones manuales. El testamento está sujeto siempre a las formalidades que la ley establece al respecto.
Por último, en cuanto a la revocación, la donación es esencialmente irrevocable; es decir, solo está admitida la revocación por causales previstas especialmente en la ley. El testamento, en cambio, es esencialmente revocable y está sujeto a las disposiciones del código al respecto.
Definición y caracteres: Habrá donación cuando una parte -donante- se obligue voluntariamente y gratuitamente por un acto entre vivos a transmitir la propiedad de una cosa, la que la otra parte -donatario- acepta.
De la definición surgen los caracteres: a- Es un acto entre vivos. b- Es de carácter consensual porque nace desde el acuerdo de voluntades. c- Es gratuito, porque la prestación donada no tiene razón de ser en ninguna otra prestación. d- Es unilateral, porque el único obligado es el donante, sin perjuicio de las obligaciones eventuales del donatario. e- contiene el ´´animus donandi´´; esto es, la intención de beneficiar o gratificar. f- Formal solemne para donaciones sobre inmuebles y formal relativo para las restantes.
De la Aceptación: La aceptación de la donación por parte del donatario no está mencionada en el art. 1789, donde el codificador define la donación, pero se infiere del resto de capítulo por cuanto se dispone que la donación tiene efectos legales desde que es aceptada por el donatario. Por otra parte, la aceptación de la donación tiene importancia porque mientras no sea aceptada puede ser revocada por el donante. La revocación puede ser de manera expresa o tácita -p. ej. cuando vende el bien, lo grava, etc.- si la donación no es aceptada y muere el donatario, sus herederos nada podrán hacer puesto que la donación no produce efectos, en cambio si quien muere es el donante los herederos están obligados a entregar el bien.
Si hubiere pluralidad de donatarios debemos distinguir si ha estos se les donó separadamente o solidariamente. si fue de la primera forma entonces deben, cada uno, aceptar la donación, si alguno no la aceptare, los restantes no tienen derecho de acrecer. Pero si fue donado solidariamente, la aceptación de uno produce efectos respecto de todo el bien, pero no de todos los restantes donatarios, es decir adquieren el bien en su totalidad solo quienes la hayan aceptado.
Liberalidades que no son donaciones: el codificador, clarificando aún más el concepto de donación, enuncia en el art. 1791 las liberalidades que no constituyen una donación, el fundamento es que en todos los supuestos no hay enajenación. Los supuestos son los siguientes: inc 1: -derogado-. inc. 2; renunciar a una hipoteca o a una fianza; inc 3: Dejar de cumplir una condición a que estuviere subordinado un derecho eventual aun cuando sea con intención de beneficiar. inc 4: Omisión voluntaria para perder una servidumbre por el no uso de ella. inc 5: dejar de interrumpir la prescripción adquisitiva para beneficiar al propietario. inc 6: -derogado-. inc 7: Servicio personal gratuito aunque se cobrara ordinariamente por él. inc 8: Actos por los que se entregan o reciben bienes, pero no con el objeto de transmitir la propiedad p ej. usufructo.
Objeto de la donación: El codificador en el art. 1799 establece que las cosas que pueden ser vendidas pueden ser donadas, por lo que nos remite a la compraventa. Dicha remisión no es del todo acertada porque allí se establece que pueden venderse todas las cosas que pueden ser objeto de los contratos, aunque fueren bienes futuros siempre que no esté prohibida su venta. La particularidad aquí es que la donación NO puede comprender bienes futuros siendo nulas las donaciones a ese respecto. el fundamento que se da es que el donante de esta forma tiene la facultad de impedir la donación mediante la no incorporación de los bienes prometidos a su patrimonio, y mientras no los incorpore, tampoco podrá donarlos. Debe entenderse por bienes futuros aquellos que no están en el patrimonio del donante pudiendo éste, además, impedir que ingresen a él.
Otra cuestión que trata el código es la donación de la totalidad de los bienes presentes del donante. Respecto a ello debemos aclarar que será vigente siempre que el mismo se reserve una porción para su subsistencia o bien cuando se reserve el usufructo de los mismos o de alguna porción. Sin perjuicio de los derechos de acreedores y herederos. Son nulas de no hacerse bajo estas condiciones.
La causa en la donación: En la donación se distingue perfectamente la noción de causa, entendida como causa-fin o causa-finalidad, del objeto. El objeto es la cosa donada, mientras que la causa es el porqué de la donación, el animus donandi. En el supuesto de donación entre concubinos la donación seria válida cuando la causa-fin es lícita, por ejemplo reparar el daño moral producto de la convivencia. Pero no sería válida si fuese ilícita, p. ej. si se pretende donar para mantener ese tipo de relación o someter al donante a una situación. No son válidas porque afectan la determinación de la persona y, además se transformaría, la donación, en un contrato cuyo objeto está prohibido, esto de acuerdo a los principios generales que rigen el objeto de los contratos.
Capacidad: Respecto de la capacidad para donar, el art. 1804 establece que pueden donar todos aquellos que pueden contratar, salvo expresa prohibición de la ley. Por lo tanto remite al los principios generales de la capacidad, particularmente al 1160. Este último art. establece que no pueden contratar los incapaces absolutos, los relativos en los actos que les prohíban las leyes. Esto en cuanto a la capacidad de hecho. Respecto de la capacidad de derecho el mismo art. establece que no pueden contratar aquellos en que les esta expresamente prohibido hacerlos con persona determinada, o con objeto determinado, o que se estableciera en particular en cada contrato la prohibición. También excluye a los religiosos profesos, para los que establece la excepción de que pueden hacerlo siempre que sea compraventa al contado o a nombre de sus conventos. Los comerciantes fallidos están impedidos también.
El art. 1805 establece que los padres pueden donar bienes a sus hijos, pero la particularidad de esto es que si no se especifica a que cuenta corresponden los bienes donados, la presunción legal es que se hace como un adelanto de la legítima.
Por otra parte, el art. 1806 dispone que la donación puede hacerse tanto a personas de existencia natural como ideal, y ello es congruente con lo que establece el código en los art. 54 y 55 donde define a las personas y distingue las clases. Las personas de existencia natural son los seres humanos; p. ej. las personas por nacer, los menores impúberes, púberes, adultos, etc. Respecto de las personas de existencia ideal, esto es las personas jurídicas, la donación puede hacerse siempre que existan, si no existieren todavía la donación no será válida sino cuando tuviese el objeto de fundarla.
El art. 1807 establece incapacidades de derecho, es decir quienes están impedidos de realizar donaciones. El mismo regula 6 supuestos, no pueden donar: los esposos entre sí, ni un cónyuge a los hijos del otro cónyuge de diferente matrimonio -lo que se trata de proteger mediante este inciso es la sociedad conyugal- el marido sin el consentimiento de la mujer o autorización judicial, este supuesto ha quedado virtualmente derogado, en la actualidad ninguno de los cónyuges puede donar sin el consentimiento del otro, la autorización del juez no es viable. Otro de los supuestos regulados es la imposibilidad de donar que tienen los padres respecto de los bienes de sus hijos sin autorización judicial; los tutores respecto de los bienes de sus pupilos, salvo pequeñas dádivas o remuneraciones; los mandatarios que no tengan poder especial o poder general para donar; los hijos de familia, esto es, los menores sin autorización de los padres. En cuanto a los incapaces relativos, cuando tienen trabajo o profesión propia pueden donar pero solo lo relativo a esos trabajos. La situación de los emancipados, está comprendida en otras disposiciones del Código Civil, donde se establece que pueden celebrar contratos de donación, pero la limitación que incorpora el código es que no pueden disponer de los bienes que han recibido a título gratuito.
El art. 1808 establece, correlativamente, quienes no pueden recibir donaciones, los supuestos son: La mujer casada -derogado-; los tutores y curadores de bienes de sus pupilos cuando lo son; los tutores y curadores de sus pupilos antes del pago del saldo y la rendición de cuentas; los mandatarios sin poder para ello.
Otra cuestión importante relativa a la capacidad en las donaciones es que, hay una excepción a los principios generales en lo que respecta al momento en que es exigida por la ley la capacidad. Se exige capacidad al donante al momento de donar, y al donatario al recibir.
Forma de la donación: Tratemos primero las donaciones de inmuebles. el antiguo art. 1810 establecía que debía ser hechas por escritura pública o en su defecto, ante el juez del lugar y dos testigos las que versaren sobre inmuebles, las donaciones con cargo, las donaciones remuneratorias y las hechas entre los esposos para después de la muerte.
El art. 1810 ha sido acertadamente reformado por ser aplicable a la época de Vélez y no en nuestros días, donde carece de sentido. El nuevo art. establece que deberán ser hechos en escritura pública las donaciones de inmuebles y las prestaciones vitalicias. Además establece que no será de aplicación, a estos efectos, el art. 1185 por medio del cual las partes quedaban obligadas a llevar a la forma legal de no haberlo hecho ya. Éste art. no se aplica, por lo tanto la forma en las donaciones sobre inmuebles y prestaciones vitalicias es solemne . En el art. 1810 se establece una excepción; las donaciones hechas al Estado pueden hacerse en constancias administrativas y se prueban de esa forma.
Resta analizar la forma en las donaciones manuales: El codificador establece que se realizan por la sola entrega, pueden, incluso, hacerse sin un acto escrito. El nombre de manuales proviene de que se dan ´´de mano en mano´´; esto responde a los antecedentes de la figura, que en este caso es el derecho español y el derecho romano. 
Cuando decimos, por la sola entrega no debemos olvidar que puede o no haber tradición de la cosa, p. ej. habrá tradición cuando el donante entregue la cosa al donatario y éste la acepte, pero no habrá si el donante manifiesta que quiere donar una cosa, a quien tiene la posesión de ella.
Prueba de la donación:En materia de inmuebles, las donaciones se prueban exhibiendo el correspondiente instrumento, en el caso, la escritura. Las donaciones al Estado se prueban mediante la correspondiente acta administrativa.
Respecto de los bienes muebles, es decir, los no formales, el código establece que se prueban por instrumento público, por instrumento privado o por confesión judicial del donante. Por lo tanto, se alteran los principios generales que rigen la prueba de los contratos, ya que se excluye como medio probatorio a los testigos, y a la confesión extrajudicial del donante.
Un tema distinto es la prueba de la aceptación de la donación. En los inmuebles se prueba la aceptación exhibiendo la escritura pública donde conste la aceptación, puede ser la misma en la que consta la donación o bien puede ser otra. Hay una presunción de aceptación de la donación, cuando ésta se realizó por causa de matrimonio, desde que el matrimonio se haya celebrado.
Las donaciones manuales se presumen aceptadas cuando el donatario las recibió. Es el donante, en caso de controversia quien debe probar lo contrario, para lo cual dispone de todo medio de prueba.
Por otra parte, Vélez, establece que hay presunción de donación, cuando se hubiere entregado una cosa a persona a la que se debe un deber de gratificación, o cuando se hubiese entregado a un hermano descendiente o cónyuge; o cuando se hubiere entregado a pobres cosas de poco valor, o a establecimientos de caridad. El motivo de la presunción legal es que existe una causa-fin valedera como para contarse que así ha querido ser la intención.
Especies de Donación:
1. Condicionales: Es válida la donación que se sujete a una condición siempre que la misma no resulte ser potestativa del donante. Puede tratarse de una condición suspensiva o resolutoria. Recordemos que se exige capacidad al donatario al momento de finalización del plazo. Dicho plazo debe ser cierto, en la medida de lo posible. Se le puede pedir al juez que lo fije en caso de discordancia.

1. Mortis causa´´: Son nulas como contrato y serán válidas siempre que lo sean como testamento. Por lo tanto, no son verdaderas donaciones. Un tema distinto es que se pueden pactar expresamente ciertas cláusulas en relación a la muerte, pero no por ello son donaciones mortis causa ya que esta ya esta perfeccionada. Son verdaderas causales de reversión. P. ej. Si el donante no muere en un lapso previsto o si hay premoriencia del donatario o sus herederos.
2. Mutuas: Son las donaciones que son llevadas a cabo por dos o más personas recíprocamente en un solo y mismo acto. No se exige equivalencia de las prestaciones ni tampoco es bilateral, sino que son 2 donaciones independientes. De tal forma, si resulta un vicio de forma, ambas donaciones son nulas ya que se hicieron en un mismo acto. Pero si concurre alguna causas de revocación, por ej. el incumplimiento de los cargos, no se afecta a la otra. Porque son independientes y cada uno responde por su propia torpeza.
3. Remuneratorias: Los términos donación remuneratoria parecen contradictorios, pero no lo son, esta donación es la que se hace en recompensa de algún servicio prestado por el donatario. Será donación de este tipo siempre que el donatario, autor del servicio, tenga acción legal para reclamar el pago y no lo hubiese hecho. Es muy importante que al se donación y por tal, el fin último es beneficiar, el monto de la donación debe superar al del servicio, para ello es necesario que el servicio sea estimable en dinero. Y, desde ya, será onerosa en la porción del servicio y gratuita en lo restante. Siempre debe constar en el instrumento donde se realiza la donación que se realiza con el ánimo de remunerar.
4. Donación con cargo: El cargo es una modalidad accesoria. Quien beneficia a alguien gratuitamente, limita ese beneficio imponiendo el cumplimiento de un cargo. Por tal razón, hasta el importe del cargo la donación es onerosa y gratuita será en lo restante. Si el cargo es igual a lo donado, no es un contrato gratuito ni tampoco una donación. El cargo obrará como condición, cuando así se haya estipulado. La importancia de esto es que si es una condición, de no cumplirse esta, es contrato se extingue, en cambio si es un modo, de no cumplirse el mismo sin culpa del donatario la donación subsiste. Si es cargo fuese imposible o ilícito al momento de nacer la donación, la misma no es válida, en cambio si luego se hace imposible o ilícito, la donación subsiste. El cargo puede hacerse en interés del donante, o en interés de tercero. Si es en interés de un tercero surge la estipulación a favor de terceros. Es una figura de proyección triangular que está regulada por el art. 504. El tercero debe aceptar el beneficio y hacérselo saber al obligado antes que sea revocada la donación. El tercero solo puede exigir el cumplimiento del cargo, mas no la revocación de la donación por incumplimiento. La relación triangular que se forma en la estipulación de terceros da lugar a las siguientes relaciones. Entre Beneficiario y estipulante, la relación es de valuta y puede tener distintas causas pero en general es la de beneficiar. Entre el estipulante y el promitente la relación es de cobertura, es la relación de fondo. Se rige por las normas generales de los contratos y las específicas de la donación, en este caso. La relación entre le promitente y el beneficiario es una relación directa. Es una verdadera relación obligacional.
5. Donación inoficiosa: Esta donación sucede cuando el donante la ha efectuado excediendo el valor disponible, por lo tanto afectando la legitima de los herederos forzosos. debe haber sido hecha a un tercero o a un heredero forzoso en perjuicio de los otros, además, se debe haber hecho afectando la legitima sin el consentimiento de los demás herederos. Los herederos forzosos que existían al tiempo de la donación, así como los herederos forzosos posteriores, tiene dos acciones ante la inoficiosidad de la donación: la acción de reducción y la de colación. Se aplican siempre para la porción gratuita de la donación. La reducción es el reintegro del valor que afecto la legitima, pero no es la entrega del bien mismo. Se protege al tercer adquiriente de buena fe y a título oneroso. El orden de la reducción es que se comienza por las últimas, salvo que mediante la reducción de los legados ya haya quedado incólume la legitima. La acción de colación, se da, porque la donación de los padres hacia los hijos, de no haberse especificado la cuenta, representa un adelanto de la legitima. El heredero beneficiado mediante ello debe restituir a la masa hereditaria los valores recibidos en vida del donante para no perjudicar a los herederos.

### Costa Rica
Regulado en el título XIII del Código Civil, siendo un capítulo único, explica que la donación no puede ser onerosa (art 1394), se dice que una donación es nula cuando es indeterminada del todo o de parte alícuota de los bienes presentes: los bienes donados, sea el todo o una parte
de los que pertenecen al donador, deben describirse individualmente; y cuando son bienes por adquirir (aún no se tienen).
Los bienes donados responden de las obligaciones del donador, existentes al tiempo de la donación, en cuanto no basten a cumplirlas los bienes que se reserve o adquiera después el donador. Una vez aceptada solo puede revocarse la donación por causas de ingratitud.
Si el donador se da cuenta de que el donatario ha cumplido con una cusa de ingratitud y este ya ha vendido el bien, deberá el donatario devolver el valor de lo donado al donador (art1406 Cod. Civ). El donador tiene el plazo de un año para solicitar la devolución de los bienes donados contado desde la fecha del momento que lo motivo la noticia.

### México
El Código Civil para el Distrito Federal
establece un límite para la donación, el cual es “reservarse en posesión o en usufructo, lo necesario para vivir según sus circunstancias” (Art. 2347), de   lo contrario, es una donación nula, sujeta a revocación por el donante. Asimismo, cuando tenga obligaciones de ministrar alimentos, deberá reservarse los bienes necesarios para el cumplimiento de esta obligación; de no hacerlo, será una donación inoficiosa y se reducirá proporcionalmente para el cumplimiento de dicha obligación (Art. 2348 del CCDF), donde el acreedor alimentista es competente para realizar la acción legal de revocación.
Cabe resaltar que la única manera que la ley permite para la transmisión de órganos es a través de la donación, ya que prohíbe todo tipo de comercialización de estos.
La cosa donada debe ser entregada en el tiempo que se convino. De no haberse convenido, se hará exigible a los treinta días siguientes de haberse ejercitado una interpelación de manera judicial, o extrajudicial, ante notario o dos testigos. Así mismo, la cosa donada deberá entregarse en el lugar convenido; de no haber tal, se hará en el domicilio del donante a excepción de que sea un bien inmueble, el cual, lógicamente, se entregará en el lugar que éste se encuentre.

#### Efectos fiscales de la donación
Los bienes que se reciben a través de donación son bienes enajenados de acuerdo al artículo 14 fracción primera del Código Fiscal de la Federación: «Se entiende por enajenación de bienes: I. Toda transmisión de propiedad, aun en la que el enajenante se reserve el dominio del bien enajenado».
Conforme a la Ley del Impuesto sobre la renta desde su primer numeral establece que todas las personas deberán pagar los impuestos respecto a la totalidad de sus ingresos cualquiera que sea su proveniencia, eso incluye a los bienes que se obtienen a través de la figura de la donación. 
La misma ley indica que las personas morales residentes en el país, podrán deducir donativos otorgados a instituciones de enseñanza autorizadas para recibir donativos del Título III de esta Ley, los mismos serán deducibles siempre que sean establecimientos públicos o de propiedad de particulares que tengan autorización o reconocimiento de validez oficial de estudios en los términos de la Ley General de Educación, se destinen a la adquisición de bienes de inversión, a la investigación científica o al desarrollo de tecnología, así como a gastos de administración hasta por el monto, en este último caso, que señale el Reglamento de esta Ley, se trate de donaciones no onerosas ni remunerativas y siempre que dichas instituciones no hayan distribuido remanentes a sus socios o integrantes en los últimos cinco años. 
El monto total de los donativos a que se refiere esta fracción será deducible hasta por una cantidad que no exceda del 7% de la utilidad fiscal obtenida por el contribuyente en el ejercicio inmediato anterior a aquel en el que se efectúe la deducción. Cuando se realicen donativos a favor de la Federación, de las entidades federativas, de los municipios, o de sus organismos descentralizados, el monto deducible no podrá exceder del 4% de la utilidad fiscal a que se refiere este párrafo, sin que en ningún caso el límite de la deducción total, considerando estos donativos y los realizados a donatarias autorizadas distintas, exceda del 7% citado.  Conforme al artículo 119 de la Ley del Impuesto sobre la renta se consideran ingresos por enajenación de bienes, los que deriven de los casos previstos en el Código Fiscal de la Federación.  
Pero no se considerarán ingresos por enajenación, los que deriven de la transmisión de propiedad de bienes por causa de muerte, donación o fusión de sociedades ni los que deriven de la enajenación de bonos, de valores y de otros títulos de crédito, siempre que el ingreso por la enajenación se considere interés en los términos del artículo 8 de esa Ley, por lo que no pueden ser deducibles.